# Suki yo, Junjō Hankōki
Singles de S/mileage
Dot Bikini
(2012) Samui ne
(2012)
 Suki yo, Junjō Hankōki  (好きよ、純情反抗期。, ou Suki yo, Junjou Hankouki.) est le 11e single "major" (et 15e single au total) du groupe de J-pop S/mileage.

## Présentation
Le single, écrit, composé et produit par Tsunku, sort le 22 août 2012 au Japon sur le label hachama, quatre mois après le précédent single du groupe, Dot Bikini. Il atteint la 7e place du classement des ventes de l'oricon. Il sort aussi en quatre éditions limitées notées "A", "B", "C", et "D", avec des pochettes différentes, et pour les trois premières un DVD différent en supplément (la "D" n'a pas de DVD, mais comporte un ticket de loterie pour participer à un event). Le single sort aussi au format "Single V" (DVD contenant le clip vidéo) une semaine plus tard, le 29 août 2012.
La chanson-titre figurera d'abord sur la compilation de fin d'année du Hello! Project Petit Best 13, puis sur le deuxième album original du groupe, 2 Smile Sensation qui sort dix mois plus tard.
La chanson en "face B" est une reprise de Kimi wa Jitensha Watashi wa Densha de Kitaku, chanson du groupe affilié Cute sortie en single quatre mois auparavant ; cette version est utilisée comme générique du film Kaidan Shin Mimibukuro Igyō dont les membres de S/mileage interprètent les héroînes.

## Formation
Membres du groupe créditées sur le single :
- Ayaka Wada
- Kanon Fukuda
- Kana Nakanishi
- Akari Takeuchi
- Rina Katsuta
- Meimi Tamura

## Liste des titres
Single CD
1. Suki yo, Junjō Hankōki  (好きよ、純情反抗期。?)
2. Kimi wa Jitensha Watashi wa Densha de Kitaku  (君は自転車 私は電車で帰宅?) (reprise d'un titre de Cute)
3. Suki yo, Junjō Hankōki (instrumental)  (好きよ、純情反抗期。...?)

DVD de l'édition limitée "A"
1. Suki yo, Junjō Hankōki (Dance Shot Ver.)  (好きよ、純情反抗期。...?)

DVD de l'édition limitée "B"
1. Suki yo, Junjō Hankōki (Black Ver.)  (好きよ、純情反抗期。...?)

DVD de l'édition limitée "C"
1. Suki yo, Junjō Hankōki (Dance Shot Ver.II)  (好きよ、純情反抗期。...?)

Single V (DVD)
1. Suki yo, Junjō Hankōki  (好きよ、純情反抗期。?) (clip vidéo)
2. Suki yo, Junjō Hankōki (Close-up Ver.) (好きよ、純情反抗期。...?)
3. Making Eizō  (メイキング映像?) (making of)